# John Vinther
John Vinther (født 24. oktober 1965 i København) er en dansk advokat, forretningsmand og konservativ politiker.
Han voksede op i Ishøj, tog studentereksamen ved Vallensbæk Statsskole  i 1984, og juridisk embedseksamen ved Københavns Universitet i 1990. Vinther var fuldmægtig i Advokatfirmaet Peter Rud & Partnere 1991-1995, advokat i samme firma 1995-1997, derefter i Advokatfirmaet Kim Bonde i København 1997-2002. Han har særligt arbejdet med kontrakter, forsikring, ejendom og bedriftsrådgivning. Vinther var administrationchef i boligbyggeselskapet JM Danmark 2002-2013. I 2014 blev han chefjurist i ejendomselskabet Carlsberg Byen, som udvikler de tidligere bryggeriområder.
Vinther meldte sig ind i Konservativ Ungdom i 1981, og var formand i KU i Københavns Amt 1985-1987 og medlem af KU's hovedbestyrelse i samme periode. Vinther var valgt til Folketinget fra Glostrupkredsen i Københavns Amtskreds 1990-1998, derefter fra Lyngby-Søllerødkredsen 2000-2001, efter at Jens Heimburger nedlagde sit mandat i 2000. Vinther blev ikke genvalgt i 2001, da Charlotte Dyremose fik flere personlige stemmer.